# Victor Scherrer
Pour les articles homonymes, voir Scherrer.
Victor Scherrer, né le 7 mars 1943 à Liège (Belgique) et mort le 22 décembre 2022 à Avoise, est un industriel, collectionneur d'art et essayiste français.
Dirigeant plusieurs sociétés agroalimentaires, il a présidé des organisations patronales et été vice-président du CNPF (devenu MEDEF). Au Conseil économique et social, où il a siégé de 1994 à 2004, il a publié le rapport Réinventer la chasse pour le XXIe siècle. Il a été élu à la présidence de la Délégation française du Conseil international de la chasse et de la conservation du gibier (CIC) en 2009, puis à celle du Saint-Hubert club de France (SHCF) en 2010. Il a créé en 1993 l’association « Art, Patrimoine, Découverte » (APAD), qu’il a présidée jusqu’en 2010. Il est l’auteur de plusieurs ouvrages tels La France paresseuse (Seuil, 1987), Dans la jungle des affaires (Seuil, 1991) ou La Belle Endormie (Jubilé, 2007).

## Biographie
Licencié en Sciences économiques et titulaire d'un Master of Business Administration (MBA) de l’INSEAD (Institut Européen d’Administration des Affaires de Fontainebleau), Victor Scherrer a commencé sa carrière à Bruxelles à l’UCB (1968-1971), puis à Paris comme conseiller de direction au cabinet McKinsey (1971-1977).
En 1977, il se voit confier par le groupe américain Pillsbury la filiale française, Gringoire-Brossard, dont il devient PDG à l'âge de 33 ans. Parallèlement, il développe l'activité de Géant Vert (maïs et conserves de légumes) et lance les crèmes glacées Häagen-Dazs.
En 1995, il crée en France son propre groupe de produits alimentaires biologiques « Le Goût de la Vie » (1995-2004). Il est élu en 1993 à la présidence de l’ANIA (l’Association nationale des industries alimentaires) jusqu'en 2004 et préside pendant la même période le Salon international de l’alimentation (SIAL). Il fut aussi Administrateur de Heineken France et des sociétés britanniques Sidlaw et Uniq.
Actuellement, il est président du Conseil d’administration des Grandes sources de Wattwiller, gérant de Palonbrus (société de conseil stratégique en matière agroalimentaire) administrateur de la biscuiterie La Sablésienne et membre du Conseil de Surveillance de la SAS Labeyrie Fine Foods.
Collectionneur d'art, il s'intéresse particulièrement aux œuvres des peintres dissidents soviétiques.
Victor Scherrer meurt le 22 décembre 2022 à Avoise à l'âge de 79 ans.

## Parcours associatif
En 1977, Victor Scherrer est élu président fondateur de l’Alliance 7 qui regroupe sept syndicats professionnels alimentaires, il est ensuite appelé à la présidence de l’ANIA. Au sein du Conseil national du patronat français (CNPF devenu MEDEF) il est membre du Conseil exécutif puis vice-Président (1989-2004). De 1994 à 2004, il est membre du Conseil économique et social où il présente deux rapports : L’industrie agro-alimentaire, force industrielle et chaine de valorisation (1998) et Réinventer la Chasse pour le XXIe siècle (2002)
Il crée « Les Trophées de l’Esprit Alimentaire » destinés à promouvoir les personnalités étrangères qui œuvrent particulièrement en faveur du modèle alimentaire français.
De 2004 à 2009, il préside en France l’Institut Thomas More, un « think tank » européen indépendant.
Il publie en 2008 Chasse et développement durable (Éditions Montbel).
En janvier 2009, il est élu président de la délégation française du Conseil international de la chasse et de la conservation du gibier (CIC) puis, en 2010, président du Saint-Hubert club de France (SHCF).
Il est promu officier de la Légion d’Honneuren 2004

## Publications et activités éditoriales
En 1987, Victor Scherrer publie au Seuil « La France Paresseuse » où il démontre que la France apparaît de plus en plus souvent comme la lanterne rouge en matière de temps de travail. En praticien, il propose des pistes concrètes pour reconquérir le temps de travail. Une reconquête à la fois quantitative et qualitative dont bénéficieraient l'entreprise et ses membres et qui enrichirait le dialogue social. Le succès du livre, à la une de la presse, a lancé le premier véritable débat sur le déclin de la compétitivité française.
En 1991, toujours au Seuil, il publie « Dans la Jungle des Affaires » (Pour une morale de l’entreprise). Comment redonner à l’entreprise toute sa dimension morale face aux pressions de la finance et tout son sens à un capitalisme démocratique à réinventer ? Traduit en espagnol « En la Jungla de los Negocios ».
En 2007, il publie « La Belle Endormie » (Jubilé, 2007) récit d’une passion pour le patrimoine architectural et itinéraire d’une restauration d’un manoir du XIVe siècle, dans la Sarthe.
En 2008, « Chasse et Développement Durable » (Montbel, 2008) décrit comment les différents acteurs de la chasse s’impliquent dans la préservation de la nature et de la biodiversité, le développement des territoires ruraux et les liens entre urbains et ruraux.
D'avril 2010 à 2018, il est directeur de la publication de la Revue « Le Saint-Hubert » (publiée sans interruption depuis sa création en 1902 et consacrée aux enjeux de la chasse, de la ruralité et de la biodiversité).
En novembre 2017, il publie Peintres russes non conformistes chez TerraMare.